# Harlan Coben
Harlan Coben (født 4. januar 1962) er en amerikansk krimiforfatter.
Alle hans bøger udspiller sig i og omkring New York og New Jersey, og flere finder også sted i Livingston og Newark hvor Coben voksede op.

## Dansk bibliografi (Bøger udgivet på dansk)
Blandt Harlan Cobens bøger er nogle af dem oversat til dansk, af forskellige forlag.
Bøgerne er listet i dansk udgivelsesrækkefølge. Først med dansk titel, forlag, udgivelsesår og ISBN nr. Derefter den engelske titel og hvilken serie/gruppe den tilhører.
- Sig ikke noget, Lademann, 2003, 87-15-10552-0 – ”Tell no one”, Selvstændig nr. 3
- Gådefuld forsvinden, Aschehoug, 2005, 87-15-10921-6 – ”Gone for good”, Selvstændig nr. 4
- Sidste advarsel, Aschehoug, 2005, 87-11-29008-0– ”No second chance”, Selvstændig nr. 5
- Vildledt, Aschehoug, 2006, 87-11-29113-3 – ”Just one look”, Selvstændig nr. 6.
- Den uskyldige, Aschehoug, 2006, 87-11-29242-3 – “The innocent”, Selvstændig nr. 7
- I skoven, Lindhardt og Ringhof, 2008, 978-87-11-31504-0 – ”The woods”, Selvstændig nr. 8
- Løftet, Lindhardt og Ringhof, 2008, 978-87-11-31007-6 – Promise me” Myron Bolitar nr. 8
- Hold tæt, Lindhardt og Ringhof, 2009, 978-87-11-43037-8 – ”Hold tight”, Selvstændig nr. 9
- Forsvundet, Lindhardt og Ringhof, 2010, 978-87-11-42384-4 – ”Long lost” Myron nr. 9
- På fersk gerning, Lindhardt og Ringhof, 2011, 978-87-11-41062-2 – ”Caught”, Selvstændig nr. 10
- Seks år, Gad, 2015, 978-87-12-05059-9 – ”Six years”, Selvstændig nr. 12
- Savner dig, Gad, 2015, 978-87-12-05058-2 – ”Missing you”, Selvstændig nr. 13
- Den fremmede, Gad, 2016 – ”The Stranger”, Selvstændig nr. 14
- Holdt for nar, Gad, 2017 – ”Fool me once”, Selvstændig nr. 15

## Engelsk bibliografi (originalsprog)
Harlan Coben har indtil videre skrevet bøger i 2 forskellige serier og derudover udgivet en del selvstændige bøger.
Nedenfor er bøger i de tre grupper listet i udgivelsesrækkefølge. Først med engelsk titel, udgivelsesår og ISBN nr. Derefter følger, hvis relevant, Dansk titel og dansk udgivelsesår.

### Myron Bolitar serien
1. Deal Breaker (1995, Paperback, ISBN 978-0-440-22044-2) (2006, Hardcover, ISBN 978-0-385-34060-1)
2. Drop Shot (1996, Paperback, ISBN 0-440-22045-9) (2007, Hardcover, ISBN 0-385-34210-1)
3. Fade Away (1996, Paperback, ISBN 0-440-22268-0) (2008, Hardcover, ISBN 0-385-34250-0)
4. Back Spin (1997, Paperback, ISBN 0-7528-4916-6) (2010, Hardcover, ISBN 0-385-34356-6)
5. One False Move (1998, ISBN 0-385-32369-7)
6. The Final Detail (1999, ISBN 0-385-32371-9)
7. Darkest Fear (2000, ISBN 0-385-33433-8)
8. Promise Me (2006, ISBN 0-525-94949-6) – ”Løftet” DK2008
9. Long Lost (2009, ISBN 0-525-95105-9) – ”Forsvundet” DK2010
10. Live Wire (2011, ISBN 0-525-95206-3)
11. Home (2017) - "Hjem"

### Mickey Bolitar serien
1. Shelter (2011, ISBN 0-399-25650-4)
2. Seconds Away (2012, ISBN 0-399-25651-2)
3. Found (2014, ISBN 978-0-399-25652-3)

### Selvstændige bøger
1. Play Dead (1990, ISBN 0-945167-28-8)
2. Miracle Cure (1991, ISBN 0-945167-39-3)
3. Tell No One (2001, ISBN 0-440-23670-3) – ”Sig ikke noget” DK2003
4. Gone for Good (2002, ISBN 0-440-23673-8) – ”Gådefuld forsvinden” DK2005
5. No Second Chance (2003, ISBN 0-525-94729-9) – ”Sidste advarsel” DK2005
6. Just One Look (2004, ISBN 0-525-94791-4) – ”Vildledt” DK2006
7. The Innocent (2005, ISBN 0-525-94874-0) – ”Den uskyldige” DK2006
8. The Woods (2007, ISBN 978-0-525-95012-7) – ”I skoven” DK2008
9. Hold Tight (2008, ISBN 978-0-525-95060-8) – ”Hold tæt” DK2009
10. Caught (2010, ISBN 978-0-525-95158-2) – ”På fersk gerning” DK2011
11. Stay Close (2012, ISBN 978-0-525-95227-5) - "Bliv hos mig" DK2016
12. Six Years (2013, ISBN 978-0-525-95348-7) – ”Seks år” DK 2015
13. Missing You (2014, ISBN 978-0-525-95349-4) – ”Savner dig” DK2015
14. The Stranger (2015, ISBN 978-0-525-95350-0) - "Den fremmede"
15. Fool me once (2016,) - "Holdt for nar"
16. Don't let go (2018) - "Giv ikke slip"